# Krønge Sogn
Krønge Sogn er et sogn i Maribo Domprovsti (Lolland-Falsters Stift).
I 1800-tallet var Krønge Sogn anneks til Fuglse Sogn. Begge sogne hørte til Fuglse Herred i Maribo Amt. Fuglse-Krønge sognekommune blev ved kommunalreformen i 1970 indlemmet i Holeby Kommune, der ved strukturreformen i 2007 indgik i Lolland Kommune.
I Krønge Sogn ligger Krønge Kirke.
I sognet findes følgende autoriserede stednavne:
- Askø (areal)
- Hillestolpe (bebyggelse, ejerlav)
- Krønge (bebyggelse, ejerlav)
- Lindø (areal)
- Romsø (bebyggelse)
- Søholt (ejerlav, landbrugsejendom)